# Тяпукай (язык)

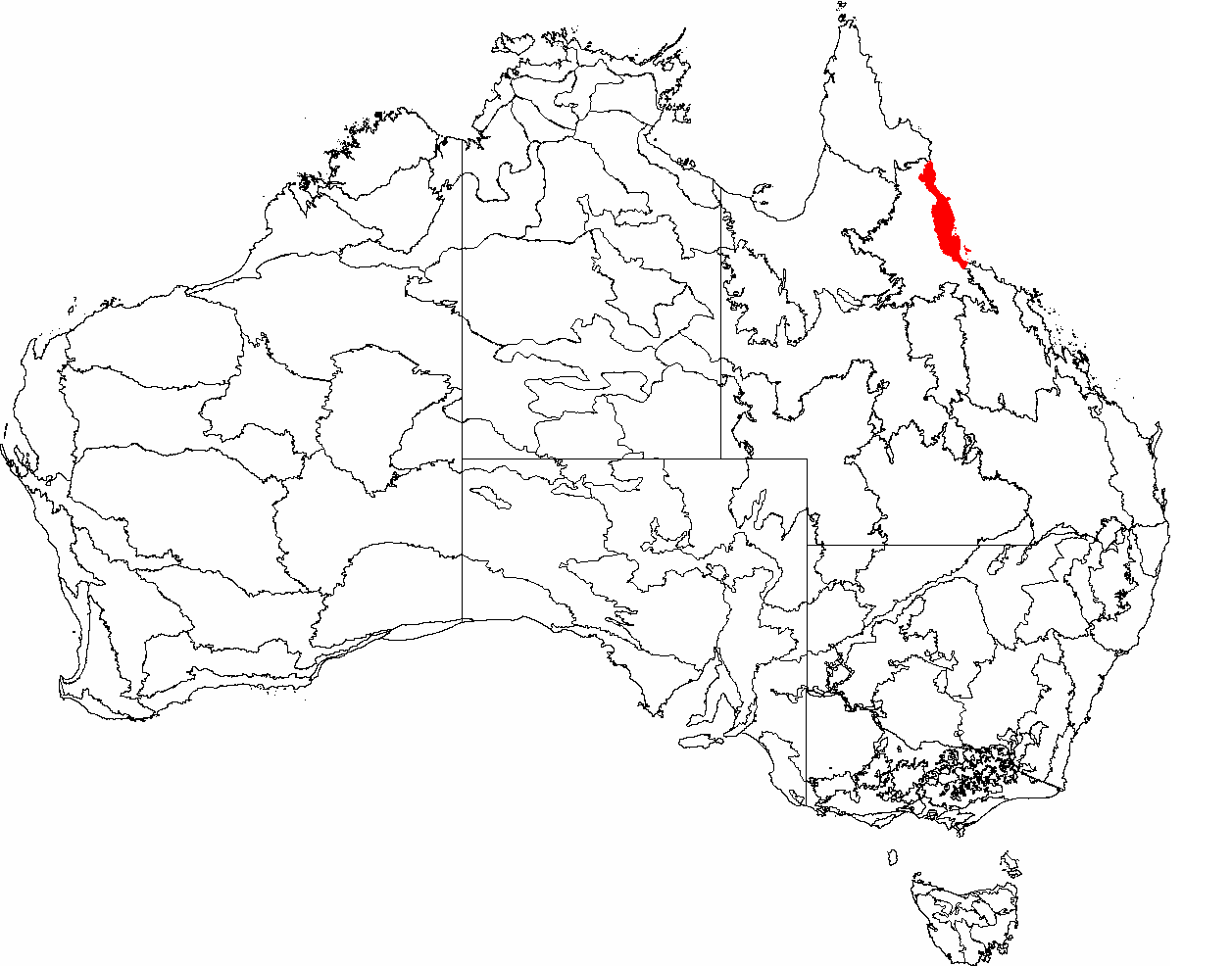
Влажные тропики Квинсленда — место, где живут аборигены тяпукай.

Тяпукай — австралийский язык пама-ньюнгской языковой семьи, входящий в группу йидинь. Название языка передаётся по-русски ещё как тьяпукай или дьябугай, по-английски Tjapukai, Djabugay, Jaabugay, Dyaabugay и множеством иных вариантов. Язык распространён в штате Квинсленд. Количество говорящих на языке в 2006 году было 28 человек.

## Распространение и диалекты
В языке тяпукай было 5 диалектов: йиркай, кулуй, някали, пулвай и тяпукай. Люди, говорящие на этих диалектах населяли область в виде треугольника, который начинался от места, находящегося южнее Кейрнса и севернее Атертона, продолжался севернее вдоль реки Баррон, до горы Моллой, и оканчивался в точке на берегу между Порт-Дугласом и Моссманом.

## Морфология
Тяпукай — агглютинативный суффигирующий язык. Типология порядка слов в предложении — «подлежащее — прямое дополнение — сказуемое».
В языке тяпукай различаются следующие классы слов: существительные, прилагательные, глаголы, частицы, междометия и показатели места и времени. Местоимения формируют собственный класс слов. Формы существительных и прилагательных изменяются по 12 падежам.
Для существительных используется эргативная конструкция, для местоимений — номинативная.

### Гласные
Как и в большинстве других австралийских языков, вокализм в языке тяпукай представлен тремя фонемами, которые дополнительно различаются по долготе и краткости.
|         | Передние | Задние |
| ------- | -------- | ------ |
| Верхние | i iː     | u uː   |
| Нижние  | a aː     | a aː   |

### Согласные
В языке тяпукай 13 согласных фонем. Это довольно малый набор согласных по сравнению с другими австралийскими языками. Имеется две р-образные фонемы: ретрофлексный аппроксимант /ɻ/ (как в английском), и дрожащий /r/ (как в русском). Отсутствует фонематическое различие между звонкими и глухими взрывными согласными, отсутствуют фрикативные.
|                     |                     | Губные | Велярные | Палатальные | Альвеолярные | Ретрофлексные |
| ------------------- | ------------------- | ------ | -------- | ----------- | ------------ | ------------- |
| Взрывные            | Взрывные            | p      | k        | c           | t            |               |
| Носовые             | Носовые             | m      | ŋ        | ɲ           | n            |               |
| Латеральные сонанты | Латеральные сонанты |        |          |             | l            |               |
| Дрожащие            | Дрожащие            |        |          |             | r            |               |
| Аппроксиманты       | Аппроксиманты       |        | w        | j           |              | ɻ             |

## Письменность
Для записи языка тяпукай используется латинский алфавит. Взрывные согласные [p, t, k] записываются звонкими буквами латинского алфавита b, g, d. Носовой согласный [ŋ] записываетя диграфом ng, в том случае если надо записать идущие подряд звуки n и g, то такое сочетание записывается с разделительной точкой — n.g. Палатальный взрывной [c] записывают сочетанием dj, иногда j. Палатальный носовой [ɲ] записывается как ny. Ретрофлексный аппроксимант [ɻ] записывается одной r, а дрожащий [r] — двумя rr. Долгота гласной обозначается двоеточием после гласной, например a:, но может обозначаться и удвоением гласной, например aa.

## Изучение
К 1978 году осталось меньше 10 носителей языка тяпукай. Среди них был Гильберт Бэннинг, который начал составлять грамматику языка. В 1988 году его работу продолжил антрополог Майкл Квинн, которому помогали оставшиеся к тому времени носители языка (Рой Бэннинг, Мэгги Донахью и другие). В 1989 году 150 детей посетили занятия по обучению языку тяпукай. В 2006 году 28 человек указали владение языком тяпукай во время переписи населения в Австралии.